# Richard Gerlach
Richard Gerlach (* 12. Mai 1899 in Hannover; † 2. August 1973 ebenda) war ein deutscher Zoologe, Schriftsteller und Völkerkundler.

## Leben
Schon als Kind nutzte er jede freie Minute, um den hannoverschen Zoo aufzusuchen. Dort begegnete er auch Hermann Löns. Richard Gerlach studierte in großer Geschwindigkeit in Leipzig, Wien, Berlin und München Zoologie, Psychologie und Völkerkunde und promovierte mit 24 Jahren zum Doktor der Philosophie.
Anschließend arbeitete Gerlach als freier Schriftsteller und bereiste weite Teile Europas. Ab 1942 erschienen zahlreiche Bücher, wobei Die Gefiederten seinen Ruhm als Tierschriftsteller begründeten. In späteren Jahren verlegte Gerlach, der auch zu Autorenlesungen im gesamten deutschsprachigen Raum häufig unterwegs war,  einen Arbeitsschwerpunkt auf sein dichterisches Schaffen. Dies fand Niederschlag in seiner Mitgliedschaft in der Deutschen Akademie für Sprache und Dichtung, die er 1949, zusammen mit 48 anderen Schriftstellerinnen und Schriftstellern (darunter Adolf Grimme, Erich Kästner und Marie Luise Kaschnitz), ins Leben gerufen hatte. Diese Akademie berief ihn dann auch von 1962 bis 1971 in die Jury für die Verleihung des Georg-Büchner-Preises.
Richard Gerlach, der Hannover nie ganz untreu geworden war, lebte im höheren Alter wieder ständig in der Stadt und war nach einem 1968 erlittenen schweren Herzinfarkt gesundheitlich dauerhaft beeinträchtigt.

## Schaffen
Im Zentrum des Schaffens steht der mit den Gefiederten begründete sechsbändige Zyklus über die Tierwelt, der in den späten Auflagen unter dem Oberbegriff Die Geheimnisse im Reich der Tierwelt zusammengefasst wurde. Diese Bände erschienen zunächst im H.Goverts-Verlag, nach dem Zweiten Weltkrieg dann im Claassen-Verlag in Düsseldorf, dessen Verleger Eugen Claassen mit Goverts eng verbunden war und zu dem Gerlach schon in der Kriegszeit in Kontakt stand.
Erst im Jahr 1967 wurde mit dem Buch über die Insekten der Zyklus vollständig, nachdem die vorausgehenden Bände teilweise bereits mehrere Auflagen erreicht hatten.
Schon in der Kriegszeit verarbeitete Gerlach seine Mittelmeerreisen, u. a. in seinem Dalmatinischen Tagebuch, zu einer Schilderungen einer heute nicht mehr vorhandenen Welt.
In den 60er Jahren erschienen in rascher Folge im schweizerischen Werner Classen-Verlag einige Gedichtbände, die allerdings keine sehr große Verbreitung fanden. Kleine Bändchen mit philosophischen Betrachtungen können als Ausdruck von Altersweisheit angesehen werden.
Kein anderes Werk erreichte jedoch den Erfolg der Geheimnisse der Tierwelt, die nicht enzyklopädisch angelegt wurden, sondern als Zusammenklang nüchterner Tatsachen-Darstellungen mit rein gefühlsmäßiger Impression eine Sonderstellung in der langen Reihe der Tierbücher einnehmen.

## Werkauswahl
- Dalmatinisches Tagebuch, 1942, Wittich-Verlag (3. Aufl. 1959 bei A. Müller)
- Die Gefiederten, 1942, Goverts (6. Aufl. 1968 bei Claassen als Die Geheimnisse der Vogelwelt)
- Die Fische, 1950, Claassen (3. Aufl. 1970 als Die Geheimnisse im Reich der Fische)
- Die Vierfüßler, 1951, Claassen (3. Aufl. 1969 als Die Geheimnisse im Reich der Säugetiere)
- Marmor, Chianti und blaue Gestade, 1954, Auer-Verlag
- Ich liebe die Tiere, 1955, Fischer-Taschenbuch
- Wunderbare Welt der Fische, 1958, Bertelsmann
- Bedrohte Tierwelt, 1959, Luchterhand (auch als Taschenbuch)
- Mein Zoo-Buch, 1959, A. Müller-Verlag (auch auf Niederländisch erschienen: Dieren in de dierentuin, Het Spectrum uitgeverij 1962)
- Was uns freut (philosophische Betrachtungen), 1959, W. Classen
- Salamandrische Welt, 1960, Claassen (2. Aufl. 1971 als Die Geheimnisse der Amphibien und Reptilien)
- Sonne über Arabien (Bildband aus dem Jemen), 1960, Buchhaus Leipzig
- Ich lache darüber (philosophische Betrachtungen), 1960, W. Classen
- Salz des Meeres (Gedichte), 1962, W. Classen
- Wie die Tiere Spielen, 1962, A. Müller-Verlag (auch auf Niederländisch  erschienen)
- Wie die Vögel singen (mit Schallplatte), 1962, A. Müller-Verlag (auch als Blindenausgabe erschienen)
- Die Möwenfeder (Naturbetrachtungen), 1963, Aulis-Verlag
- Das Leben sprüht (Gedichte), 1963, W. Classen
- Gras im Wind (Gedichte), 1964, W. Classen
- Tiere, unsere Brüder, 1964, Claassen
- Das Beste von Hermann Löns, 1965, Fackelträger
- Schritt für Schritt (Gedichte), 1965, W. Classen
- Psychologie der Haustiere, 1965, W. Classen
- Das Leben der Vögel, 1966, Fackelträger
- Tieren ins Gesicht gesehen (Bildband), 1966, Bruckmann
- Die Geheimnisse der Insekten, 1967, Claassen
- Wasserspiele (Gedichte), 1967, W. Classen
- Bei Licht betrachtet (Gedichte), 1969, W. Classen
- Die Laus im Pelz (Glossarium zwickender Zweifel), 1971, W. Classen
- Glanz über dem Bodensee (Gedichte), 1972, W. Classen